# شهرستان پوزنانگ
شهرستان پوزنانگ (به لهستانی: Powiat Poznań) یک شهرستان در لهستان است که در استان لهستان بزرگ‌تر واقع شده‌است. شهرستان پوزنانگ ۱٬۸۹۹٫۶۱ کیلومتر مربع مساحت و ۳۴۱٬۳۵۷ نفر جمعیت دارد.